# Klippvogstjärnen
Klippvogstjärnen är en sjö i Åsele kommun i Lappland och ingår i Ångermanälvens huvudavrinningsområde. Sjön har en area på 0,0551 kvadratkilometer och ligger 307,9 meter över havet.

## Delavrinningsområde
Klippvogstjärnen ingår i det delavrinningsområde (710814-157481) som SMHI kallar för Utloppet av Vispsjön. Medelhöjden är 321 meter över havet och ytan är 20,55 kvadratkilometer. Räknas de 27 avrinningsområdena uppströms in blir den ackumulerade arean 246,97 kvadratkilometer. Noreån som avvattnar avrinningsområdet har biflödesordning 2, vilket innebär att vattnet flödar genom totalt 2 vattendrag innan det når havet efter 188 kilometer. Avrinningsområdet består mestadels av skog (56 procent). Avrinningsområdet har 6,35 kvadratkilometer vattenytor vilket ger det en sjöprocent på 30,9 procent.